# Жак Одиар
Жак Одиар (на френски: Jacques Audiard) е френски филмов режисьор. 

## Биография
Той е син на Мишел Одиар - също известен френски филмов режисьор и сценарист. Печелил е два пъти награда БАФТА за най-добър чуждоезичен филм - през 2005 година за „Сърцето ми спря да бие“ и през 2010 година за „Пророк“. През 2015 година постига най-големия си успех като печели „Златна палма“ за филма си „Дийпан“. През 2012 филмът му „Ръжда и кости“ също е номиниран за Златна палма
, а през 2009 година печели наградата Гранд При отново на фестивала в Кан.
Филмите му обикновено са криминални драми с приплетена любовна история. Филмите му са на френски език, засягат френски проблеми и използва главно френски актьори като Венсан Касел и Марион Котияр.

## Филмография

### Режисьор
| година | филм                    | оригинално заглавие             | бележки |
| ------ | ----------------------- | ------------------------------- | ------- |
| 1994   | Гледай как хората падат | Regarde les hommes tomber       |         |
| 1996   | Неизвестен герой        | Un héros très discret           |         |
| 2001   | Чети по устните ми      | Sur mes lèvres                  |         |
| 2005   | Сърцето ми спря да бие  | De battre mon cœur s’est arrêté |         |
| 2009   | Пророк                  | Un prophète                     |         |
| 2012   | Ръжда и кости           | De rouille et d’os              |         |
| 2015   | Дийпан                  | Dheepan                         |         |
| 2018   | Братята Систърс         | The Sisters Brothers            |         |
| 2021   | Париж, 13-ти район      | Les Olympiades                  |         |
| 2024   | Емилия Перез            | Emilia Perez                    |         |